# Pukkisaari (ö i Birkaland, Tammerfors, lat 61,43, long 23,87)
Pukkisaari är en ö i Finland. Den ligger i sjön Hervantajärvi och i kommunerna Tammerfors och Lembois i den ekonomiska regionen Tammerfors och landskapet Birkaland, i den södra delen av landet, 150 km norr om huvudstaden Helsingfors. Öns area är 1,2 hektar och dess största längd är 240 meter i sydöst-nordvästlig riktning.